# Dietmar Roth
Dietmar Roth (* 16. September 1963 in Germersheim) ist ein ehemaliger deutscher Fußballspieler.
In der Jugend spielte Dietmar Roth beim FV Liedolsheim und ab 1979 für den Karlsruher SC. Nach dem Wechsel zu den Senioren trat er zunächst für die Amateurmannschaft des KSC an. Zur Saison 1983/84 erhielt Roth einen Profivertrag und kam unter Trainer Werner Olk in der Vorrunde zu ersten Einsätzen, in der Rückrunde wurde er zum Stammspieler in der Karlsruher Abwehr. Der KSC stieg nach dieser Saison in die Bundesliga auf, und Roth konnte sich auch hier durchsetzen und kam in dieser Saison auf 31 Spiele. Als der Verein bereits nach einer Spielzeit wieder abstieg, wechselte Roth zum FC Schalke 04 und 1987 zu Eintracht Frankfurt, wo er zehn Jahre blieb. Gleich in seiner ersten Saison bei der Eintracht wurde er mit seinem neuen Verein Pokalsieger.
Er bestritt zwischen 1983 und 2001 318 Bundesligaspiele (5 Tore) für den Karlsruher SC, Schalke 04  und Eintracht Frankfurt, 28 Zweitligaspiele (0 Tore) für den Karlsruher SC, Eintracht Frankfurt und Kickers Offenbach sowie 33 Regionalligaspiele (1 Tor) für den FSV Frankfurt und Kickers Offenbach.
Roth war zeitweise als Trainer in der Rudi-Völler-Fußballschule in Cala Millor auf Mallorca tätig. Im August 2013 erlitt der Vater zweier Töchter einen Schlaganfall, bei dem unter anderem das Sprachzentrum in Mitleidenschaft gezogen wurde und seit dem er rechtsseitig gelähmt ist. Zeitweise lag er im künstlichen Koma. Er musste mehrfach am Kopf operiert werden und ist seither körperlich behindert. Er kann nicht mehr richtig sprechen.

## Vereine
- Bis 1979: FV Liedolsheim
- 1979–1985: Karlsruher SC
- 1985–1987: FC Schalke 04
- 1987–1997: Eintracht Frankfurt
- 1997–1998: FSV Frankfurt
- 1998–2001: Kickers Offenbach
- 2005: VfR Kesselstadt